# Savy
Savy település Franciaországban, Aisne megyében. Lakosainak száma 612 fő (2022. január 1.). Savy Attilly, Dallon, Étreillers, Fontaine-lès-Clercs, Francilly-Selency, Holnon és Roupy községekkel határos.

## Népesség
A település népessége az elmúlt években az alábbi módon változott:
| Lakosok száma | 484  | 723  | 702  | 641  | 595  | 606  | 609  | 602  | 605  | 612  |
|               | 1968 | 1982 | 1990 | 2006 | 2013 | 2015 | 2017 | 2019 | 2020 | 2022 |